# خاندان میکاوا یاماموتو
خاندان میکاوا یاماموتو (به ژاپنی: 三河山本氏 みかわやまもとし)، یکی از خاندان‌های سامورایی در ولایت میکاوا، ژاپن بود.
گفته می‌شود که جد دور این خاندان چینجوفو-شوگون (فرمانده کل قوای دفاع از شمال) میناموتو نو میتسوساکی  بوده است. نوه او که در منطقه کیدا در ولایت میکاوا زندگی می‌کرد ابتدا نام خاندان را خاندان کیدا گذاشت. پسر او در شورش جوکیو آز امپراتور بازنشسته جانبداری کرد و به همراه برادرزاده‌اش کیدا شیگه‌سوکه در این شورش کشته شد. نوادگان کیدا شیگه‌سوکه به دهکده یاماموتو در منطقه فوجی، شیزوئوکا، ولایت سوروگا نقل مکان کردند و بعدها نام خاندان را از کیدا به یاماموتو تغییر دادند. این خاندان ملازم و در خدمت خاندان ایماگاوا بودند.